# Tino Martin Hammid
Tino Martin Hammid (6. ledna 1952 New York City – 11. července 2015 Los Angeles) byl americký fotograf s českým původem. Jeho otec byl fotograf a režisér Alexander Hackenschmied. Tino se proslavil svou vášní k fotografii, kterou realizoval zejména fotografováním drahých kamenů pro prestižní společnosti. Spolupracoval s Gemological Institute of America, viz například jeho práce na simulovaných diamantech.

## Biografie
Narodil se 6. ledna 1952 v New York City. Jeho kariéra fotografa drahých kamenů začala v Gemological Institute of America, kde pracoval jako samostatný fotograf od roku 1980 do roku 1982. V roce 1983 započal kariéru fotografa na volné noze a začal pracovat pro časopis Modern Jeweler a připravoval každý měsíc článek Gem Profile. Během tohoto času dva články vyhrály cenu Jesse H. Neal awards od Association of Business Publishers.
„Tinovy ikonické fotografie pro Gem Profile zachytily unikátní osobitost každého kamenu. Svým způsobem nám každý měsíc dával univerzitní vzdělání v ocenění drahých kamenů. Byl umělcem světla.“, řekla o něm Cheryl Kremkow, ředitelka Citrine Media, která s ním pracovala v časopise Modern Jeweler.
V roce 1987 Tino Hammid získal jako klienta Christie’s, pro které během následujících let nafotografoval více než stovky prodejních katalogů šperků.
Za dobu své kariéry Tino Hammid přispěl stovkami fotografií do dalších publikací a knih, včetně vydání Příručky drahých kamenů (Handbook of gemmology) 
Tino Martin Hammid zemřel na rakovinu tlustého střeva 11. července 2015 v Los Angeles. Bylo mu 63 let.